# Groß-Enzersdorf
Groß-Enzersdorf est une ville d'Autriche située dans le district de Gänserndorf, en Basse-Autriche.

## Géographie
La ville se trouve dans la basse plaine à la limite orientale de Vienne, en bordure du quartier d'Essling. Au sud le territoire communal confine au paysage alluvial du Lobau et au parc national Danube-Auen.

## Administration
En plus du centre-ville, le territoire communal comprend 8 localités :
| - Franzensdorf - Matzneusiedl - Mühlleiten | - Oberhausen - Probstdorf - Rutzendorf | - Schönau an der Donau - Wittau |

## Histoire

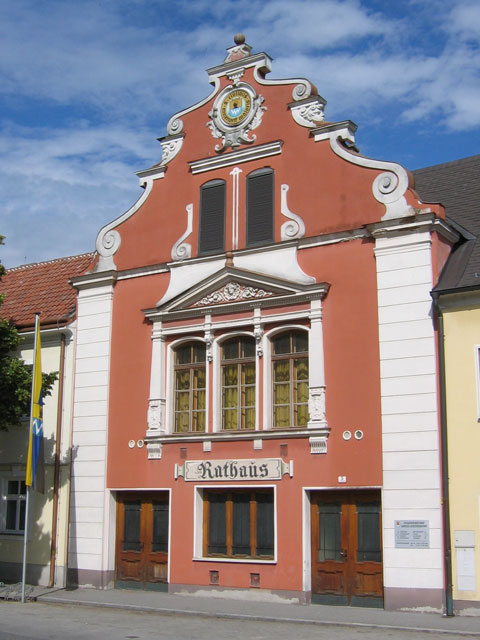
La mairie de Groß-Enzersdorf.

Des travaux archéologiques ont confirmé que la zone a été habitée dès l'antiquité. En 791, une armée saxonne commandée par Charlemagne a longé les rives du Danube pour lutter contre les Avars. 
Un manoir nommé Encines Dorf situé sur le Sachsengang, un méandre du fleuve, fut aménagé vers 830. Il est devenu la propriété des évêques de Passau en 893. L'empereur Henri II en 1021 fit don d'une partie des domaines à l'abbaye de Weihenstephan ; quelques années plu tard, ils ont été acquis par l'évêché de Frisingue.
En 1396 Enzersdorf a reçu les droits de ville et fut protégée par des murs d'enceintes. Devastée durant le siège de Vienne par les troupes ottomanes en 1529, elle a été pillée durant la guerre de Trente Ans et à nouveau ravagée au cours du second siège de Vienne en 1683. Après la sécularisation de Frisingue par le Recès d'Empire en 1803, la ville reviendra finalement à la monarchie de Habsbourg.

## Personnalités liées à la ville
- Karl Buresch, (1878-1936), avocat et homme d'État.